# Citroën C25
Citroën C25 — 2,5 тонний фургон (звідси і назва C25) французької компанії Citroën, що вироблявся з жовтня 1981 року до березня 1993 року. Citroën C25 прийшов на заміну Citroën H Van.

## Опис

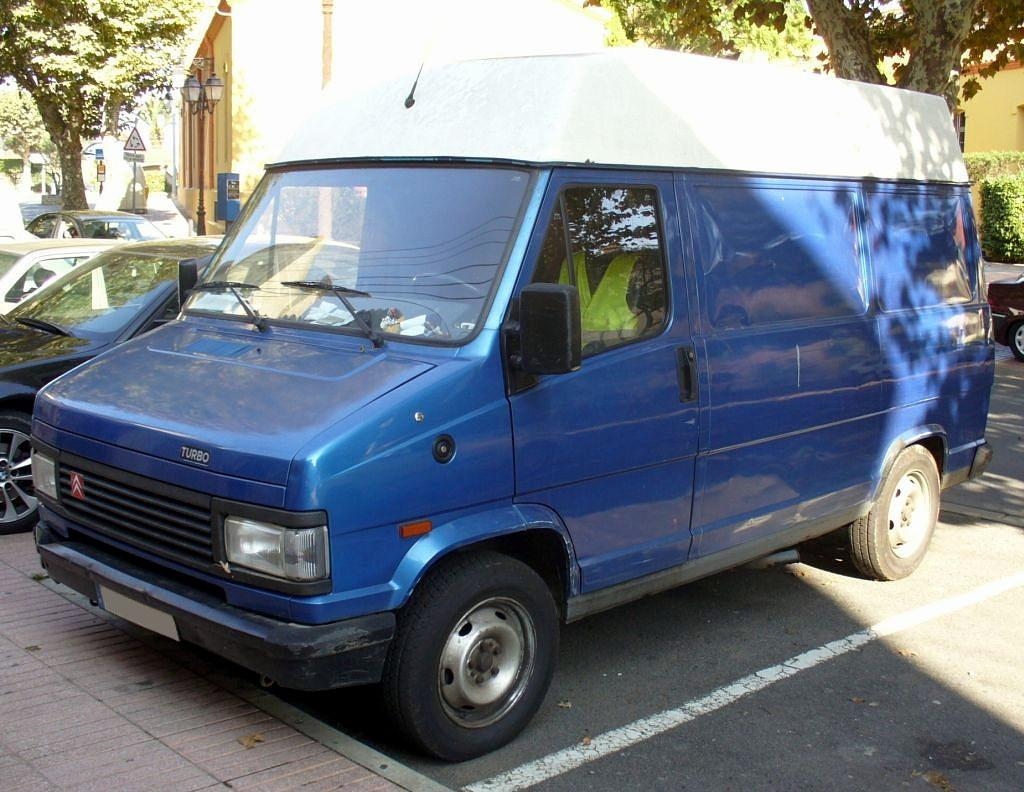
Citroën C25 (Typ 290, 1990-1993)

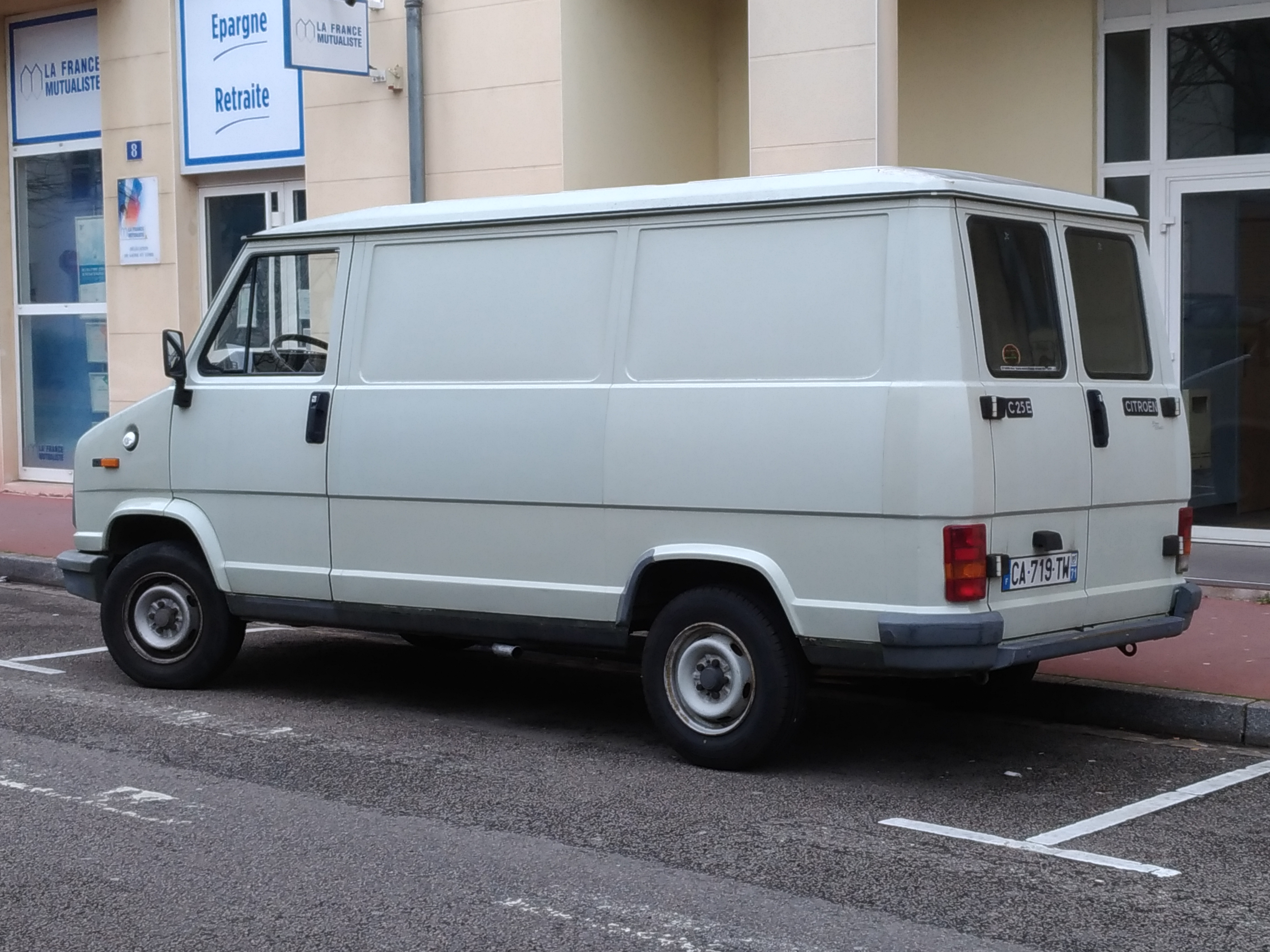

Фургон C25 розроблений в результаті співпраці з італійським виробником Fiat (яка почалася в 1974 році C35) і виготовлявся на заводі Sevel в Італії, разом з аналогічними Fiat Ducato і Peugeot J5. У Великій Британії Peugeot J5 продавався як Talbot Express.

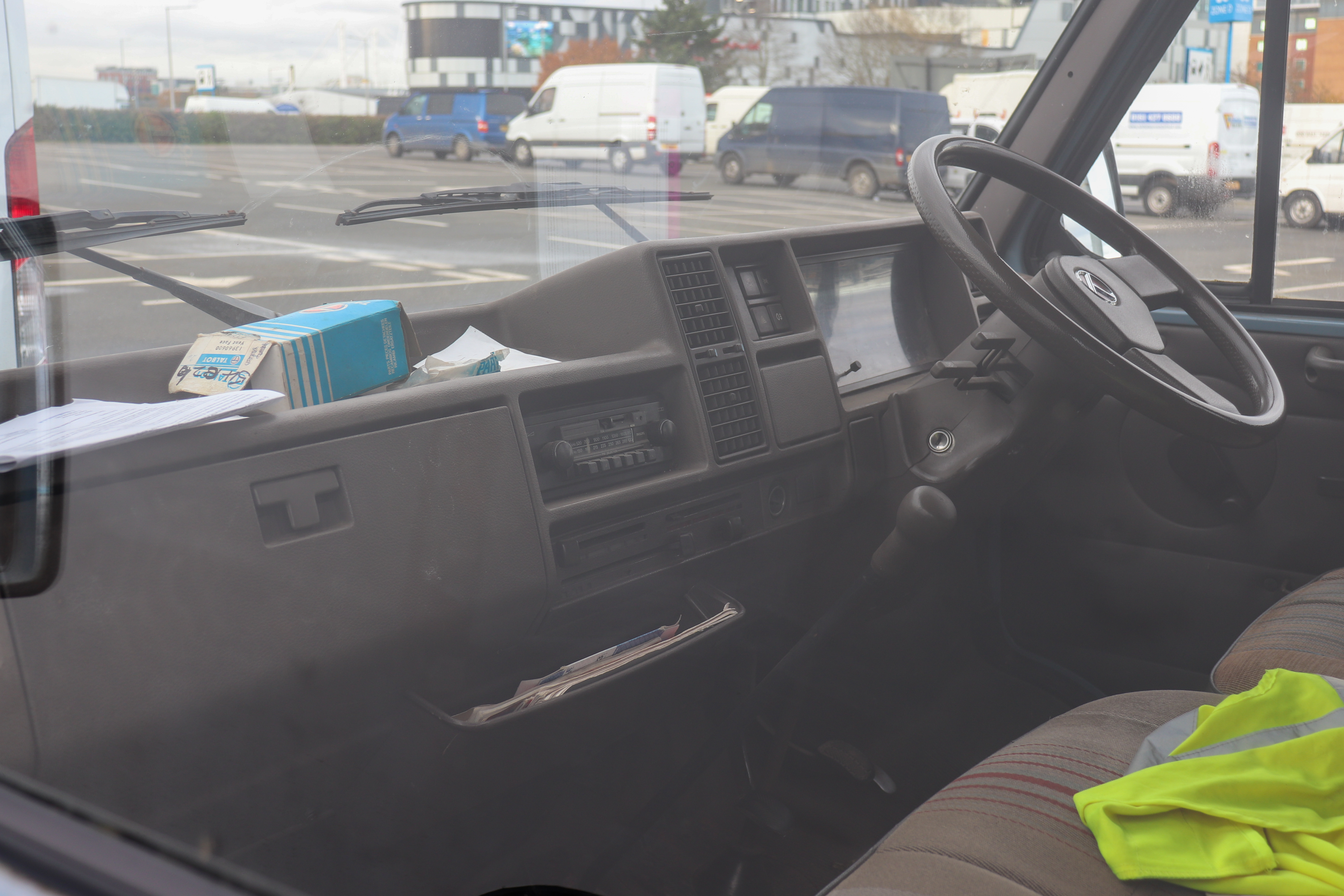

Французьким конкурентом C25 був Renault Trafic. Двигуни Citroën C25 встановлюються поперечно, це троє бензинових і троє дизельних.
У 1990 році представлений модернізований J5 зі зміненими ґратами радіатора, передніми фарами й передніми дверима. В 1994 році його замінив Citroën Jumper.

## Двигуни
- 1.8 L PSA 169B I4
- 2.0 L PSA 170B/C/D I4
- 1.9 L Fiat 149B1000 I4 diesel
- 1.9 L Fiat 280A1000 I4 turbodiesel
- 2.5 L Sofim 8144.61 I4 diesel
- 2.5 L Sofim 8144.07 I4 diesel
- 2.5 L Sofim 8144.67 I4 diesel
- 2.5 L Sofim 8144.21 I4 turbodiesel
- 2.5 L Sofim 8140.27 I4 turbodiesel